# Mr. Marcus

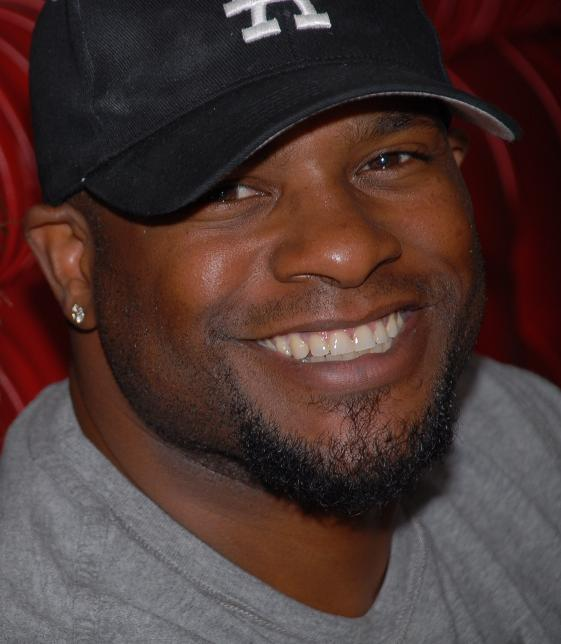
Mr. Marcus, 2007

Mr. Marcus, eigentlich Jesse Spencer (* 4. September 1970 in Pomona, Kalifornien) ist ein US-amerikanischer Pornodarsteller.

## Leben
Mr. Marcus wuchs als Sohn einer alleinerziehenden Mutter auf. Als 16-Jähriger fing er an, Gewichte zu heben. Ungefähr zur selben Zeit soll er auch ein Interesse für Pornographie entwickelt haben. Vor seiner Karriere arbeitete er u. a. als Gabelstaplerfahrer, Fernfahrer und Tänzer. Seine Darstellerlaufbahn begann 1994, nachdem sich der Produzent Ron Hightower und die Darstellerin Juanita Chong für ihn verwendet hatten. 1997 erhielt er seine erste eigene Reihe Mr. Marcus’ Neighborhood (Vivid).
Im Sommer 2012 war Mr. Marcus die zentrale Figur eines Ausbruchs von Syphilis, bei der mindestens neun Porno-Darsteller infiziert wurden, und die zu einem 10 Tage dauernden Produktionsstopp der Branche führte.
Ein monatlicher Test auf Geschlechtskrankheiten ist in der Branche verpflichtend.
Marcus hatte an mehreren Filmproduktionen mitgewirkt, obwohl er sichtbare Hautveränderungen am Penis und anderen Körperstellen hatte, die allerdings zu diesem Zeitpunkt noch nicht als Syphilis diagnostiziert worden waren. Nachdem im Juli 2012 ein Test auf Syphilis bei ihm positiv ausgefallen war, wurde er mit Penicillin behandelt. Er wirkte bereits kurz danach an drei weiteren Pornoproduktionen mit, obwohl ein weiterer Test auf Syphilis erneut positiv ausgefallen war, da ihm sein Arzt versichert hatte, nach der Penicillingabe nicht mehr infektiös zu sein. Um die Infektion zu vertuschen, hatte er das Gesundheitszeugnis verfälscht und das positive Testergebnis unsichtbar gemacht. Obwohl bei den Filmpartnerinnen, mit denen er nach der Behandlung Sexszenen gedreht hatte, keine neuen Infektionen nachgewiesen werden konnten, wurde er im Juni 2013 wegen Gefährdung der Gesundheit seiner Partnerinnen von einem amerikanischen Gericht zu 30 Tagen Gefängnis, 15 Tagen gemeinnütziger Arbeit und 36 Monaten Bewährung verurteilt.

## Besondere Auftritte
Er spielte den Gefängniskoch in dem dänischen Heartcore-Film Hinter Gittern gevögelt. In Afrodite Superstar spielte er eine Hauptrolle als Hip-Hop-Produzent, der die junge Afrodite zum Erfolg führen will. Ebenfalls hat er einen langen Auftritt mit Jade Marcela in Snoop Dogg’s Doggystyle. Als einziger Afroamerikaner hatte er eine Szene mit Chasey Lain.

## Auszeichnungen
- 1998: XRCO Award – Male Performer
- 1999: AVN Award – Best Group Sex Scene mit Taylor Hayes und Billy Glyde
- 2001: XRCO Award – Best Three-Way Sex Scene mit Aurora Snow und Lexington Steele
- 2003: AVN Award – Best Supporting Actor (Film)
- 2006: XRCO Award – Hall of Fame
- 2009: AVN Award – Hall of Fame[8]
- 2009: AVN Award für Best Couples Sex Scene  (in Cry Wolf, zusammen mit Monique Alexander)[8]
- 2009: Urban Spice Award – Best Male Performer
- 2009: Urban X Awards – Male Performer of the Year
- 2010: AVN Award – Best Double Penetration Sex Scene mit Bobbi Starr und Sean Michaels

## Trivia
In seinen Szenen trägt er häufig Baseballcaps. Ein weiteres Markenzeichen sind seine Tätowierungen in polynesischem Stil.